# Tricalysia africana
Tricalysia africana là một loài thực vật thuộc họ Rubiaceae. Đây là loài đặc hữu của Nam Phi. Chúng hiện đang bị đe dọa vì mất môi trường sống.